# 武汉欢乐谷
武汉欢乐谷是武汉市的一个大型主题游乐园，位于洪山区欢乐大道，于2012年4月28日开始营业。其由欢乐江城、飓风湾、梦想大道、极速世界、渔光岛、卡通工厂、欢乐时光、羽落天堂等八大主题区域组成。主要项目有木翼双龙、凤舞九天、激流勇进等。武汉欢乐谷面积達35万平方米。
弹射式过山车“极速飞车”于2014年3月7日开放，其高30层楼，长886米，全程90秒，最高时速135千米每小时。

## 事故
2012年6月8日，因游客乘坐时口袋内硬币掉入轨道，触发欢乐谷圆环过山车“凤舞九天”的安全保护装置，使过山车骤停于半空，车上12名游客被困。经救援过山车半小时后返回站台，无游客受伤。

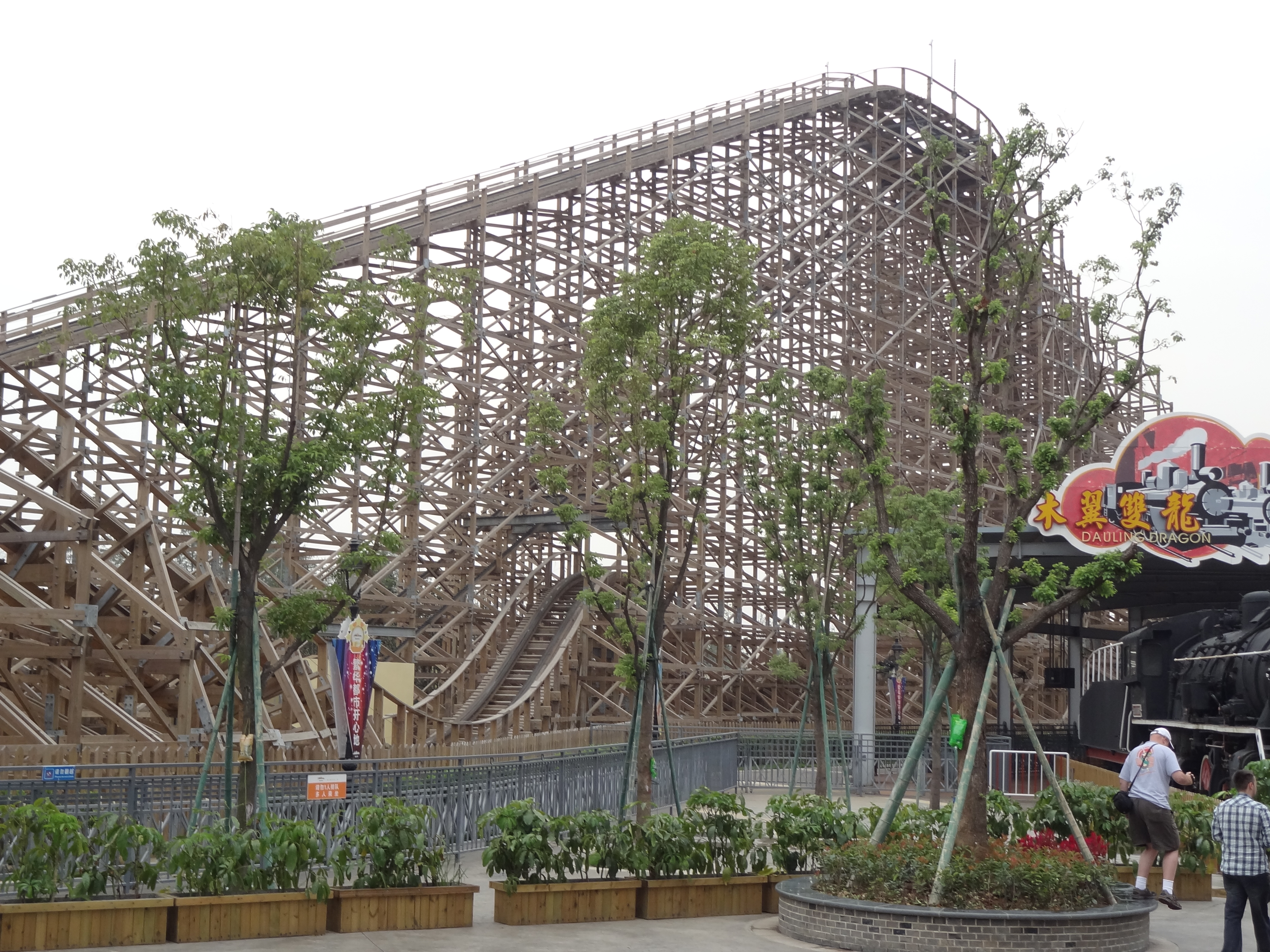
木翼双龙
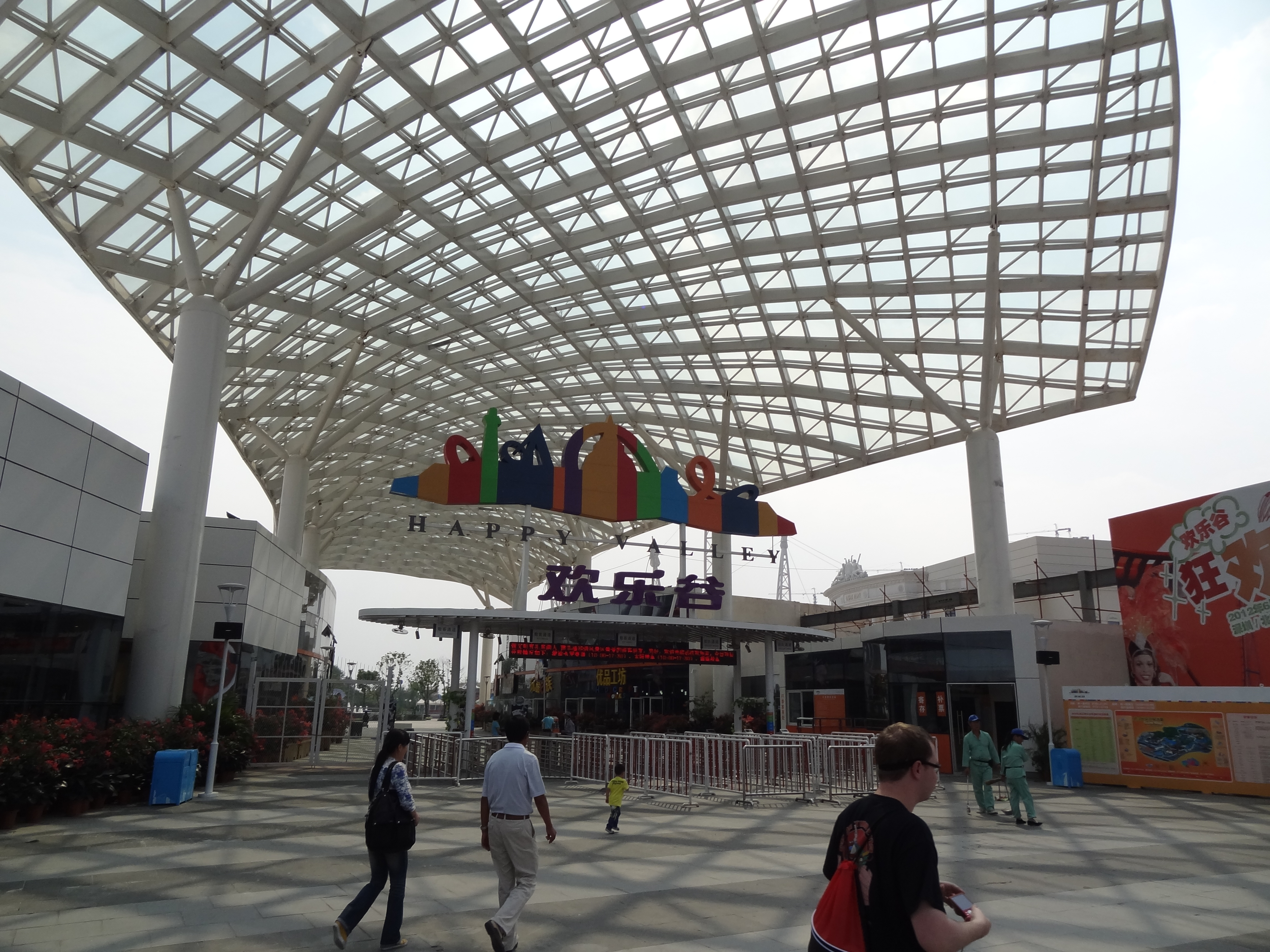
武汉欢乐谷
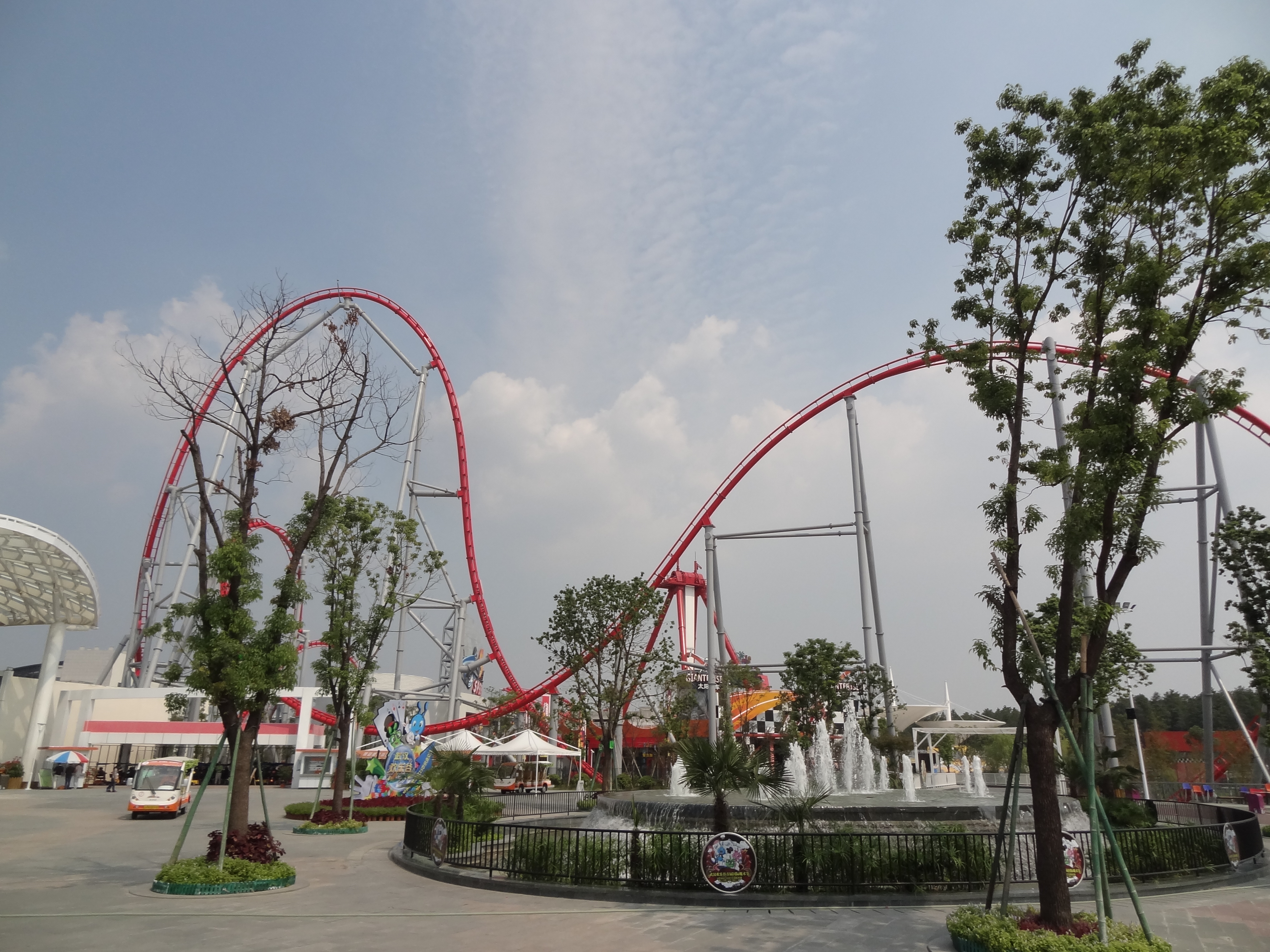
极速飞车